# Regenbooghuis

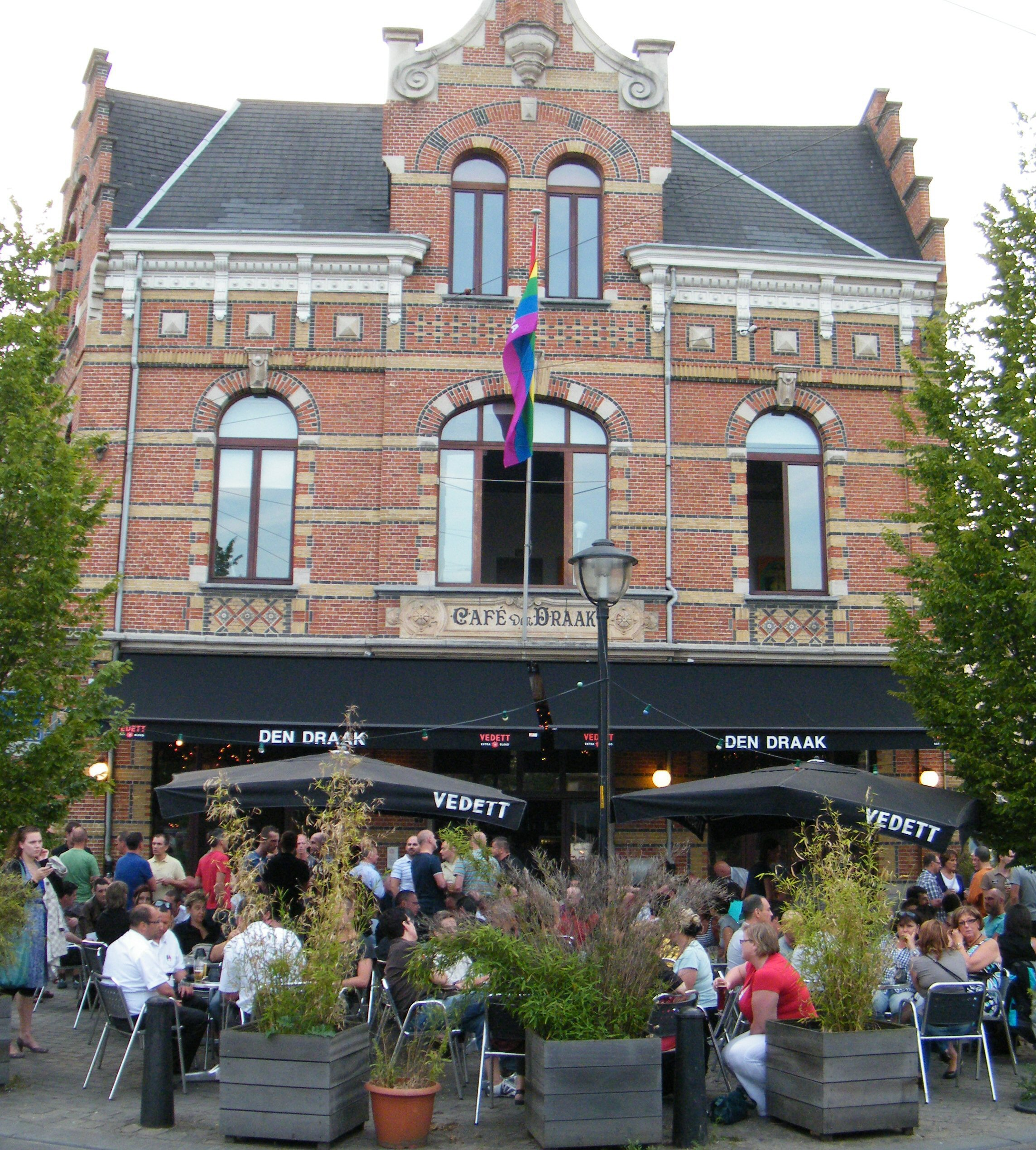
Het Roze Huis aan de Draakplaats in Antwerpen

Een Regenbooghuis of  Roze Huis is een multifunctionele organisatie voor holebi's en transgender en intersekse personen die met name in België te vinden is. Aanvankelijk werd de behuizing van een lokale holebi-groep 'Roze Huis' genoemd, later kwam de naam 'Regenbooghuis' in gebruik.

## België
Kort na het jaar 2000 ontstonden zowel in Vlaanderen als in Wallonië steeds meer lokale groepen voor en door holebi's. Voor hun behoefte aan ruimtes voor vergaderingen en activiteiten creëerden zij Roze Huizen, een concept dat medio jaren negentig was bedacht. Een dergelijk Roze Huis heeft doorgaans meerdere functies, bijvoorbeeld een café voor inloop en informatie, een ruimte voor feesten en andere activiteiten, alsmede vergader- en kantoorruimte voor lokale lhbt-verenigingen.
Het eerste Roze Huis in België was het op 24 maart 2000 geopende Casa Rosa in Gent, gevolgd door het Regenbooghuis Limburg in Hasselt en Het Roze Huis in Antwerpen. In 2001 opende het Regenbooghuis Brussel als koepel van Nederlandstalige en Franstalige holebi-verenigingen van de Brusselse regio. Later volgden het Holebihuis Vlaams-Brabant in Leuven en vergelijkbare huizen in enkele Waalse steden. In Oostende is er het Regenbooghuis aan Zee. Deze Roze Huizen dienen als koepel en onderdak voor holebiverenigingen uit de betreffende provincie.

## Nederland
In Nederland vervullen de sociëteiten van de plaatselijke afdelingen van lhbti-belangenvereniging COC vaak een vergelijkbare functie als de Roze Huizen in België.
Daarnaast zijn er een Roze Huis in Den Bosch en het Roze Huis Nijmegen, dat in 2012 voortkwam uit Villa Lila waar onder meer COC Nijmegen, het Lesbisch Archief Nijmegen, DITO! en de Stichting Homocafé en -Discotheek Nijmegen waren ondergebracht.
Nadat het hoofdkantoor van het COC aan de Rozenstraat gesloten was waren er ook in Amsterdam plannen voor een Roze Huis. In juli 2023 werd bekendgemaakt dat in de zomer van 2024 een multifunctioneel Regenbooghuis geopend zou worden in het voormalige schoolgebouw De Potgieter op de hoek van de Potgieterstraat en Da Costakade in Oud-West. Eind 2024 weigerde de gemeente om nog langer subsidie te verlenen aan de stichting die dit Regenbooghuis zou exploiteren.